# Heilig Hartbeeld (Heugem)
Het Heilig Hartbeeld is een standbeeld in de Nederlandse plaats Heugem, tegenwoordig een wijk van Maastricht.

## Achtergrond
Het Heilig Hartbeeld werd in 1938 gemaakt door Wim van Hoorn en werd tegenover de Sint-Michaëlkerk geplaatst. Het was een geschenk van de parochianen ter gelegenheid van het zilveren priesterjubileum van pastoor Leo Linssen. Op 14 augustus 1938 werd het beeld door bisschop Guillaume Lemmens geïntroniseerd.
Na restauratie van het Heilig Hartbeeld en de muur en omgeving zijn de originele mergelreliëfs in het kerkportaal geplaatst en zijn buiten in de muur duplicaten geplaatst.

## Beschrijving
De in een gedrapeerd gewaad geklede Christusfiguur houdt zijn rechterhand zegenend opgeheven, met zijn linkerhand wijst hij naar het Heilig Hart op zijn borst. 
Het beeld staat op een zuilvormige sokkel in het midden van een acht meter lange en ruim twee meter hoge muur. Op de muur zijn zeven chamotte reliëfs aangebracht, met taferelen uit het leven van Jezus Christus. Aan de linkerzijde zijn van links naar rechts afgebeeld: de annunciatie, de geboorte van Christus en de vlucht naar Egypte. Aan de rechterzijde: de doop van Christus in de Jordaan, de bruiloft van Kana en de kruisdood van Christus.